# Central Aisle Ridge
Central Aisle Ridge (sinngemäß übersetzt Mittelrangrücken) ist ein nordsüdlich verlaufender Gebirgskamm im ostantarktischen Viktorialand. Er ragt unmittelbar östlich des Bergkessels The Stage an der Nordflanke des Renegar-Gletschers an der Scott-Küste auf.
Das New Zealand Geographic Board benannte ihn 1994 in Verbindung mit den benachbarten Gebirgskämmen West und East Aisle Ridge nach ihrer geographischen Lage zum Bergessel The Stage. Das gesamte Gebiet hatte eine Mannschaft des New Zealand Geological Survey bereits zwischen 1977 und 1978 vermessen.